# General Game Playing
General Game Playing (GGP, deutsch: Universelles Spieleprogramm) ist ein Feld der Künstlichen Intelligenz (KI) in dem versucht wird allgemeine Algorithmen zu konzipieren, die in der Lage sind unterschiedliche Spiele gegen einen menschlichen Spieler oder einen anderen Player (genannt „agent“) erfolgreich zu gestalten. Der Begriff „Spiel“ bezieht sich hier auf deterministische (also zufallsfreie) Spiele mit vollständiger Information. Als Beispiele können unter anderem Tic Tac Toe, Go und Schach genannt werden.
Die primär genutzte Beschreibungssprache des Players ist Game Description Language (GDL). Im Code des General-Game-Player wird über eine Reihe an Schlüsselwörtern auf die Regeln (Startzustand, Zielzustände, legale Züge, Rollen etc.) des aktuellen Spiels zugegriffen. Die Regeln eines jeden Spiels werden somit einmalig fest in GDL codiert; der GGP greift beim Spielen dynamisch auf diesen Code zu, um den besten Zug für den aktuellen Spielzustand zu finden.

## Schwierigkeit
Für viele Spiele, darunter Schach, gibt es seit Jahren spezialisierte Programme, die menschliche Spieler besiegen. Beispielsweise gelang es 1997 erstmals einem Schachcomputer, namentlich Deep Blue, den amtierenden Schachweltmeister Garri Kasparow in einem Wettkampf bestehend aus sechs Partien zu schlagen. Jedoch sind diese Algorithmen starr und nicht übertragbar auf andere Spiele. Die Herausforderung liegt somit darin, eine menschenähnliche KI zu erzeugen, die verschiedene Spiele auf adäquatem Niveau bestreiten kann. In anderen Worten liegt der Fokus nicht auf einem spezialisierten, sondern einem generalisierten Suchalgorithmus. Im Jahr 1999 erschien die deutschsprachige Fassung solch eines universellen Computerspiele-Pakets, mit dem Fokus auf Brettspielen, unter dem Namen Zillions of Games.

## Stanford-Projekt
Das General-Game-Playing-Projekt wurde von der Stanford University, Kalifornien, ins Leben gerufen und bietet eine Plattform für General Game Playing. Seit dem Jahr 2005 wird auf der jährlichen AAAI-Konferenz eine Weltmeisterschaft ausgetragen.